# Jardin Kinsky

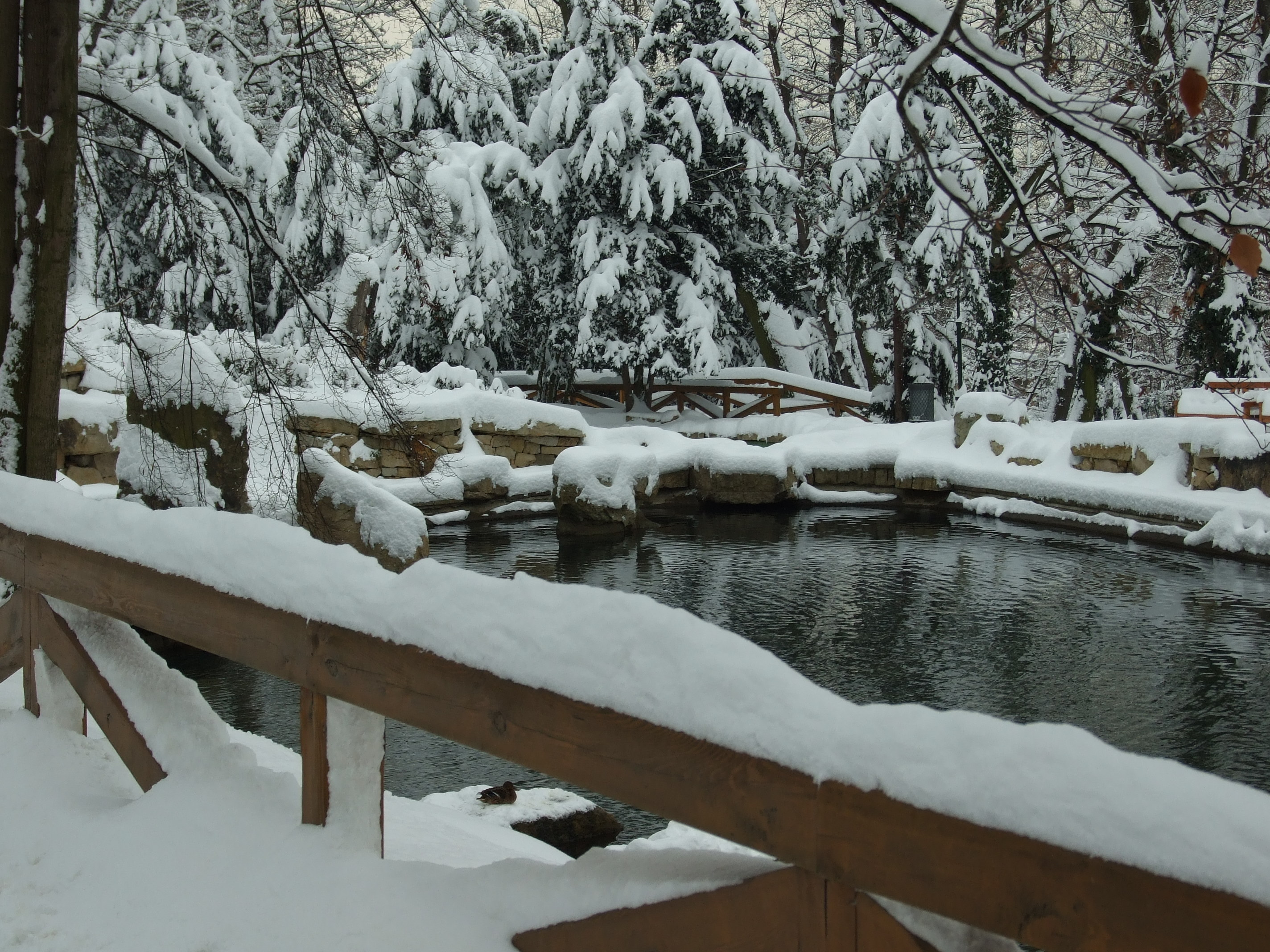
L'étang du jardin Kinsky en hiver

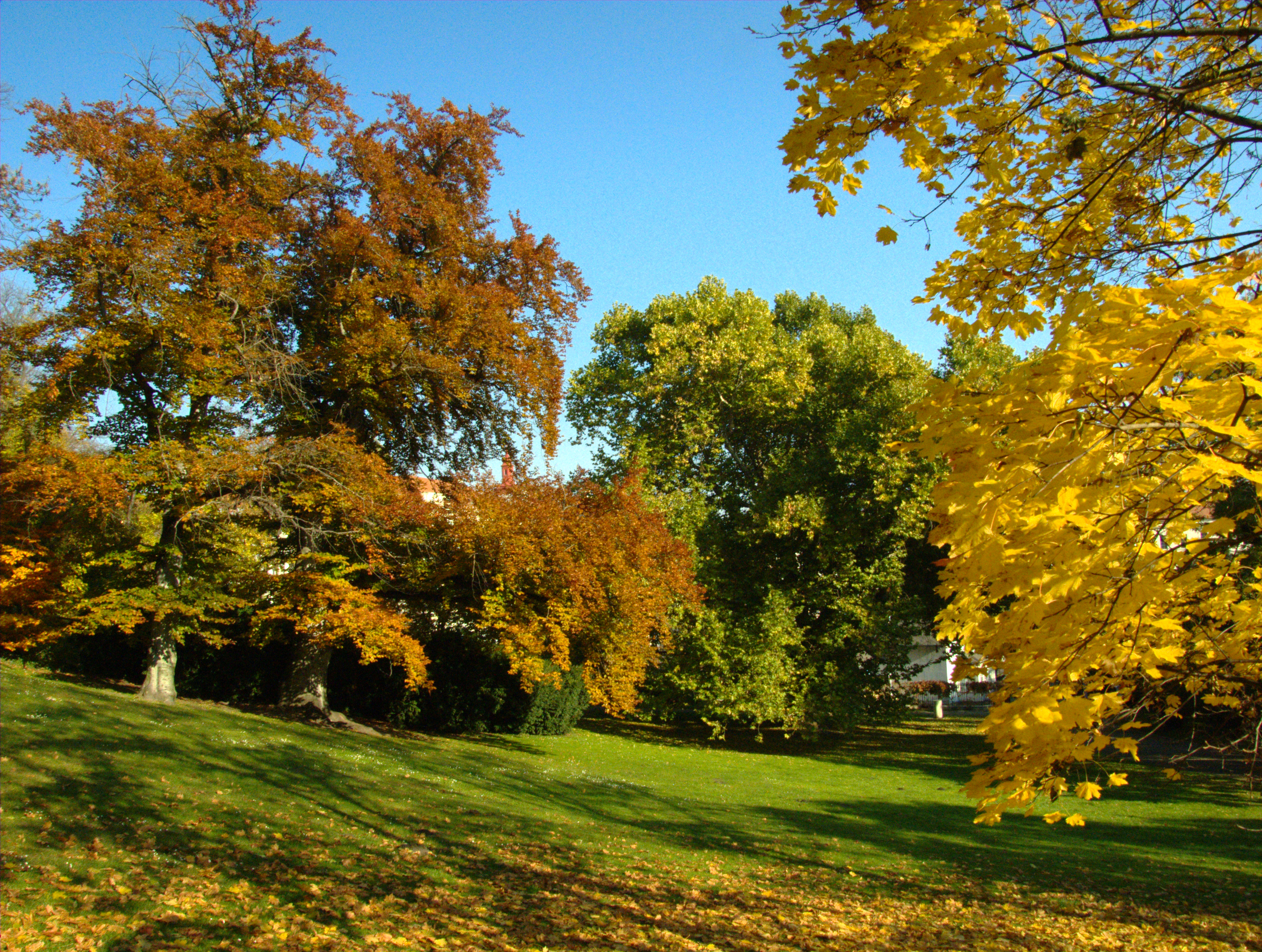
Jardin en automne

Le jardin Kinsky ou jardin Kinski (en tchèque Kinského zahrada ou Kinského sady) est un parc forestier situé à Prague dans le quartier de Smíchov. Il relie le quartier de la rue Holečkova avec la colline de Petřín, sur les versants sud et sud-est duquel il se trouve ; le jardin Kinsky est séparé des jardins de Petřín par le Mur de la Faim. Le jardin est situé à une altitude de 200 à 315 mètres et sa superficie est de 17 hectares.

## Histoire
Dès le XIIe siècle environ, il y avait des jardins et des vignobles; plus tard, des cours et des domaines furent également créés ici. La cour et les vignes de ces lieux appartenaient au monastère cistercien de Plasy, la Chartreuse de Prague possédait également des terres au pied de Petřín à Smíchov, à l'extrémité du Mur de la faim. Les vignobles ici ont été détruits d'abord à l'époque hussite, puis à nouveau pendant la guerre de Trente Ans. Vers 1730, ils appartenaient à la cour de Marie Anna Libštejnská de Kolovrat. Plusieurs vignobles et jardins distincts ont été créés ici. Peu à peu, ils se vidèrent et l'endroit fut appelé Vrabcovna, apparemment du nom de l'ancien domaine viticole des Brabcovés. Il y avait plusieurs habitations et petits potagers à proximité,.
En 1798 et 1799, Marie Rosa Kinská (1758-1814) acheta toutes ces parcelles dans le but d'y construire un verger. Dans les années 1827-1831, son petit-fils, le prince Rudolf Kinský, agrandit la propriété et y fit aménager un parc à l'anglaise et le palais d'été de la famille Kinský. Après sa mort, la veuve Vilemína Alžběta Kinská (1804-1871) dirigea les travaux.
La proposition d'aménagement d'un parc anglais d'une superficie d'environ 17 hectares avec des étangs et une cascade, des serres et un potager a été élaborée par le directeur František Höhnel, et les modifications ont été achevées en 1849. Des modifications ultérieures ont été conçues par l'architecte de jardin Friedrich Wünscher (1809-1894), le parc a pris sa forme définitive en 1860. Le parc se compose de deux parties, la partie inférieure plate avec le palais d'été et la Švýcárna, et la partie en pente en forme d'arbre avec deux lacs ornementaux. La longueur totale des tunnels d'eau était de 380 mètres. Par ailleurs, une dizaine de serres ont été construites pour des plantes thermophiles de diverses espèces.
Bien que le jardin ne soit pas librement accessible au public, les billets pour entrer dans le jardin pouvaient être achetés au palais Kinský dans la vieille ville et uniquement pour le temps où la famille n'était pas présente. À l'apogée du jardin, le prince héritier Rodolphe d'Autriche et l'archiduc François Ferdinand d'Este y ont séjourné en tant qu'invités. Au fil du temps, cependant, la famille Kinski s'est désintéressée du jardin et a envisagé de le diviser en parcelles pour la construction de villas et d'immeubles d'habitation.
Après des négociations complexes en 1901, le jardin avec le palais d'été fut acheté par les municipalités de Prague et de Smíchov pour 919 500 couronnes,. L'ameublement d'origine du palais d'été a été transporté au palais Kinský de Prague et dans les châteaux ancestraux de Heřmanův Městec, Choceň et Česká Kamenice. En 1902, les collections du Musée ethnographique, rassemblées notamment après l'Exposition ethnographique de 1895, furent placées dans la villa (en 1922, le Musée ethnographique devint partie intégrante du Musée national en tant que département ethnographique).
Le jardin a été ouvert au public en 1901. En franchissant le Mur de la faim, il a été relié au jardin de Petrin. En 1908, le jardin est rénové.
À l'origine, des jardins ethnographiques devaient être construits à partir du jardin, c'est-à-dire un musée d'architecture populaire en plein air, mais pour des raisons financières, ces plans ont été considérablement réduits. Cependant, le jardin a été progressivement complété par plusieurs objets folkloriques : une cloche en bois de Dolní Bojanovice et les tourments baroques de Dieu, transférés au lac supérieur depuis la partie inférieure de Smíchov. En 1929, l'église en bois Saint-Michel de Ruthénie subcarpathique, de Medvedovci près de Moukatchevo a également été transférée ici.
En 1902, un pavillon temporaire Art nouveau de l'association artistique Mánes fut construit par Jan Kotěra, avec une structure à pignon en bois, à l'entrée du jardin à l'occasion d'une exposition d'œuvres d'Auguste Rodin. Il a ensuite été transféré à Kavalírka, transformé en studio de cinéma puis incendié.
En 1914, un monument à l'actrice Hana Kvapilová réalisé par Jan Štursa a été inauguré près du palais d'été.
Dans la partie supérieure du jardin se trouvaient autrefois un restaurant de jardin (à l'origine un pavillon de jardin empire) et un petit zoo où étaient gardés des daims, des faons, des paons, des faisans, des perdrix, des canards et des cygnes. Le restaurant ainsi que l'ancienne maison du personnel sont dans en mauvais état, sans toits, il ne reste que les murs d'enceinte.
Au début du XXIe siècle, le jardin a subi une rénovation coûtant plus de 300 millions de CZK, achevée en 2010.

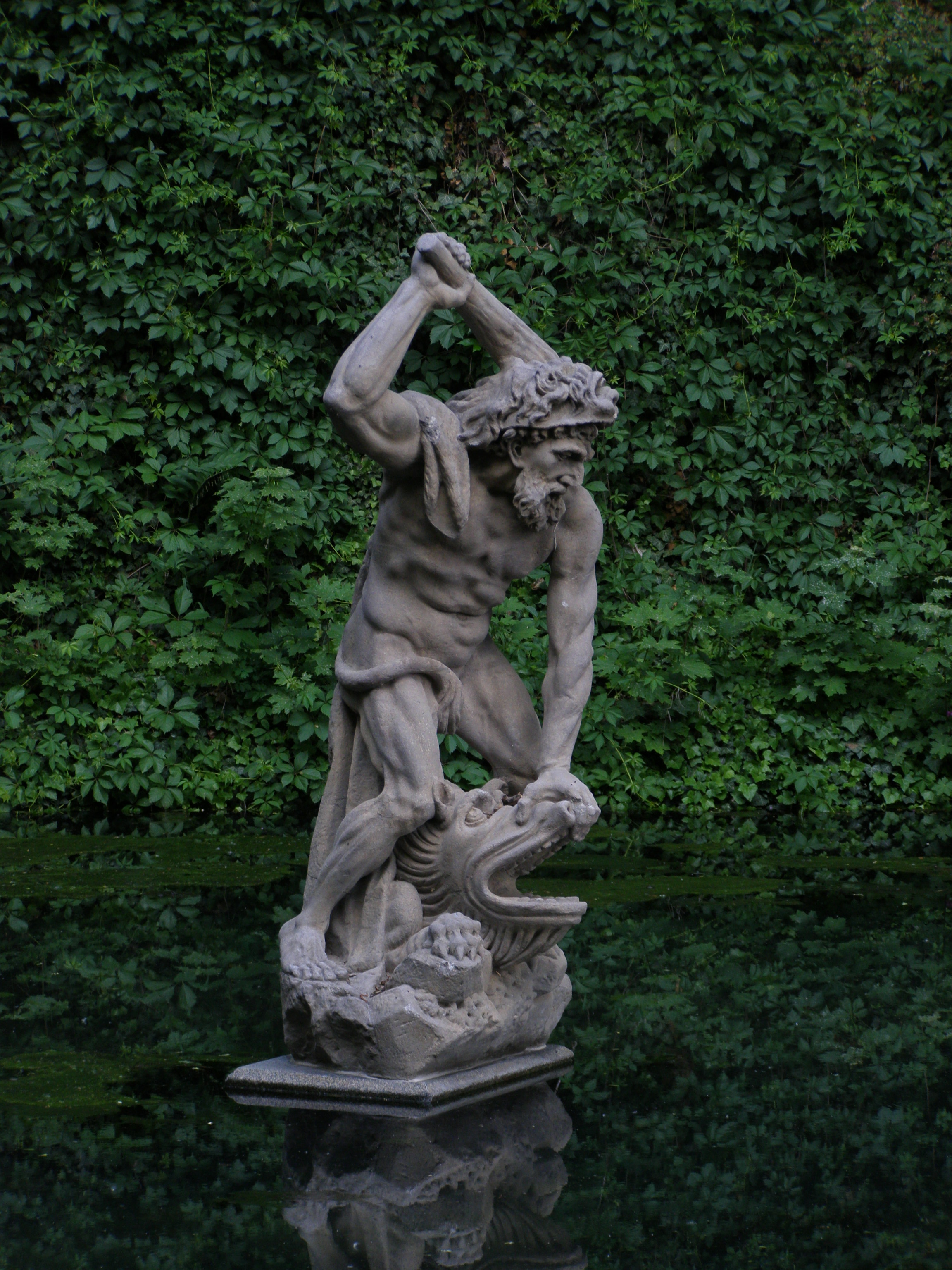
La statue d'Hercule dans l'étang inférieur du jardin Kinsky

## Monuments et objets du jardin

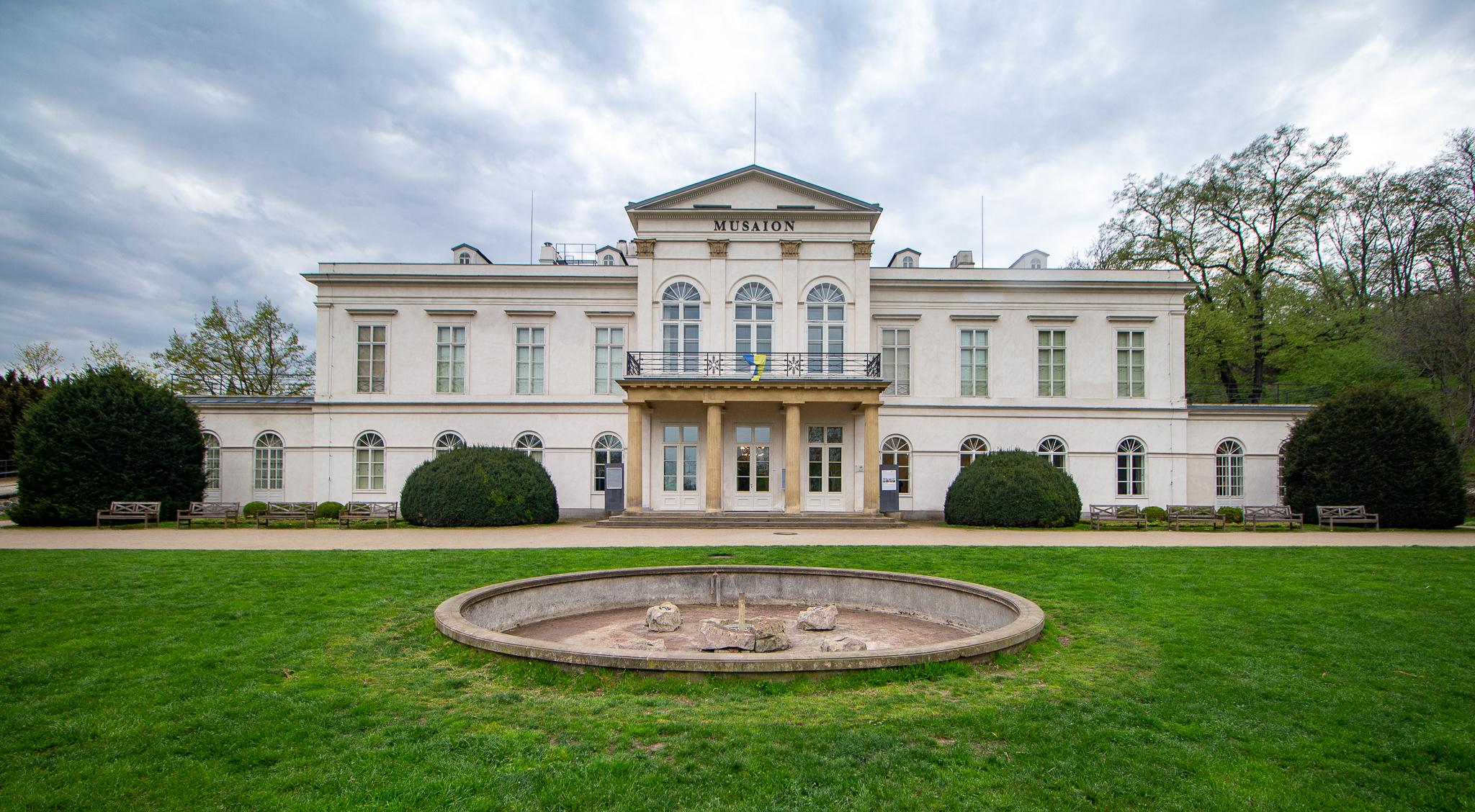
Maison d'été Kinský - Musaion

Le jardin avec d'autres bâtiments est inclus dans la liste des monuments culturels immobiliers dans le cadre de la zone désignée comme maison d'été Kinský (il comprend le palais d'été, l'ancienne maison du gardien et le jardin). Depuis 1988, la majeure partie du jardin fait partie du monument naturel de Petřín.
Le Palais d'été Kinsky a été fermé en 1986 en raison de son délabrement, après 1989 la ville l'a demandé en restitution à l'État, mais n'a pu trouver l'argent pour sa reconstruction, il a donc continué à se détériorer ; en 1999, il a été transféré au Musée national, reconstruit pour environ 100 millions de CZK et rouvert en 2005.
L'ancienne guérite a été privatisée après 1989 et sert de maison familiale. En 2001, le propriétaire a commencé sa reconstruction, mais comme un glissement de terrain s'est produit pendant les travaux de construction, il a démoli le bâtiment et l'a remplacé par une nouvelle maison plus grande. Ladislav Spaček, alors directeur de l'Institut national des monuments de Prague, a exprimé des doutes sur l'effondrement présumé, l'institut n'ayant pas été informé de la démolition du monument. Selon le département de la construction du district de Prague 5, la maison n'avait aucune valeur historique générale et n'était inscrite sur la liste des monuments que parce qu'elle est située dans le jardin protégé Kinski. Aucune amende n'a été infligée pour la démolition du bâtiment et la construction ultérieure d'une nouvelle maison plus vaste au lieu de la reconstruction autorisée.

## Galerie

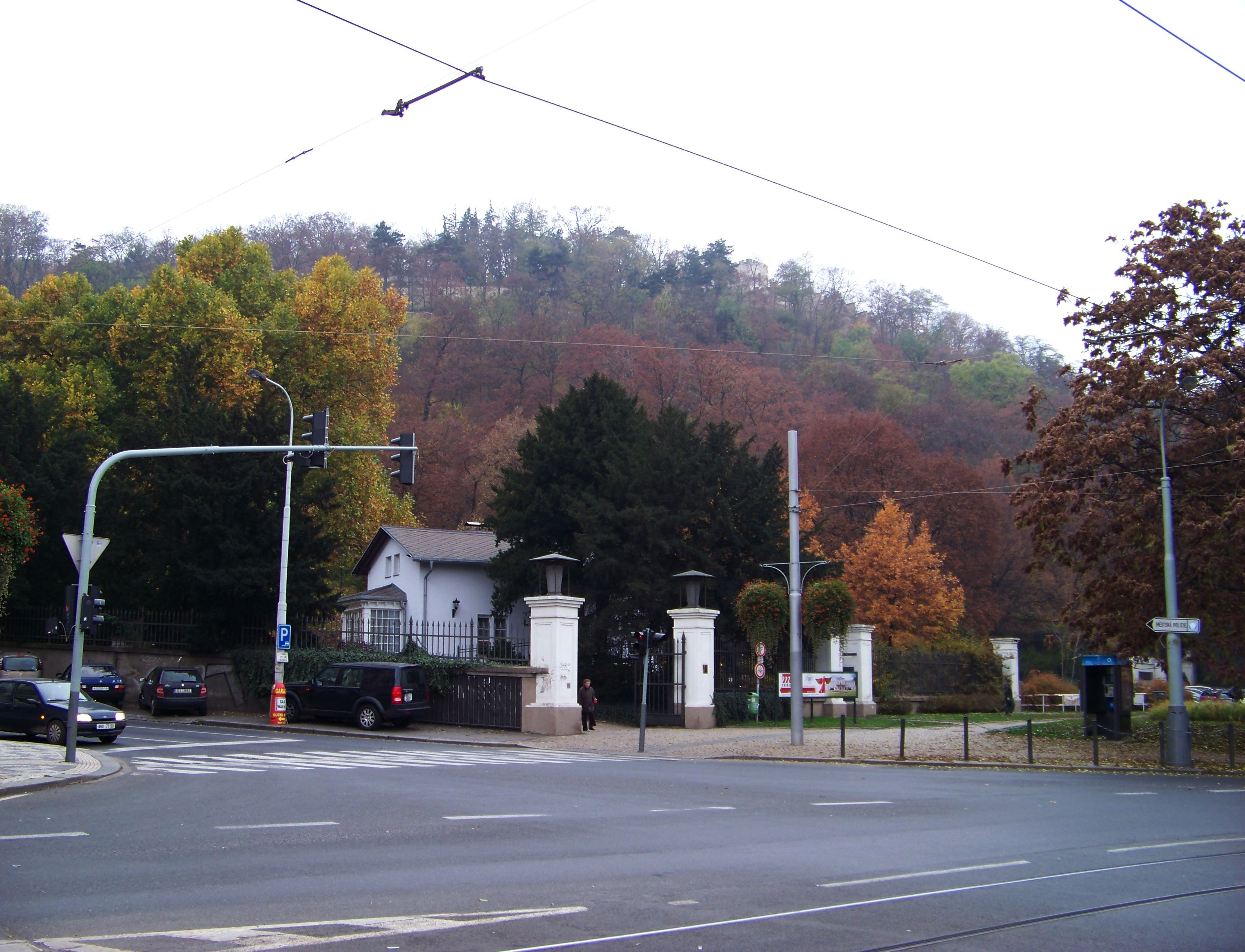
L'entrée principale depuis la place Kinsky
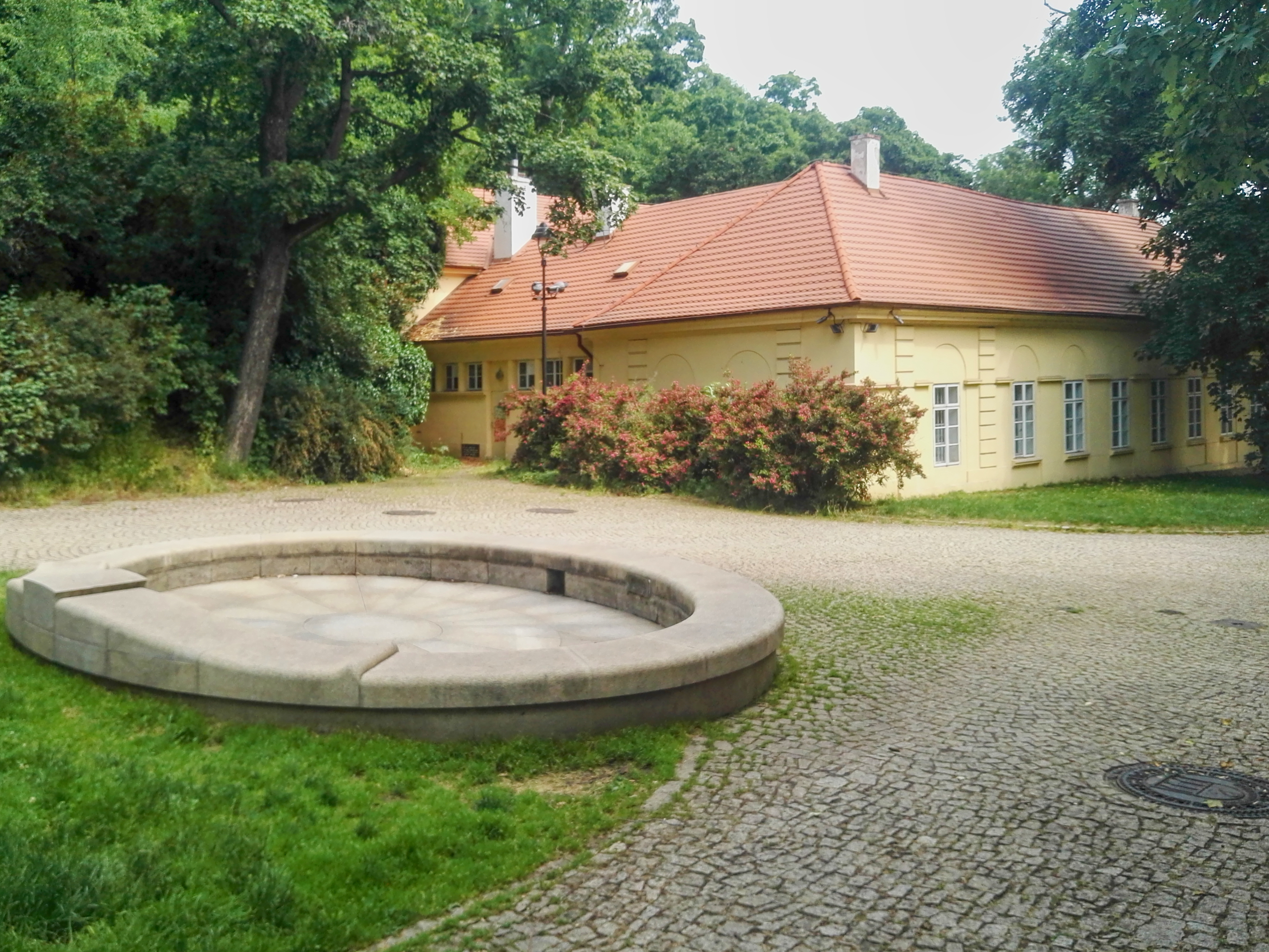
Maison suisse, ancienne remise à calèches
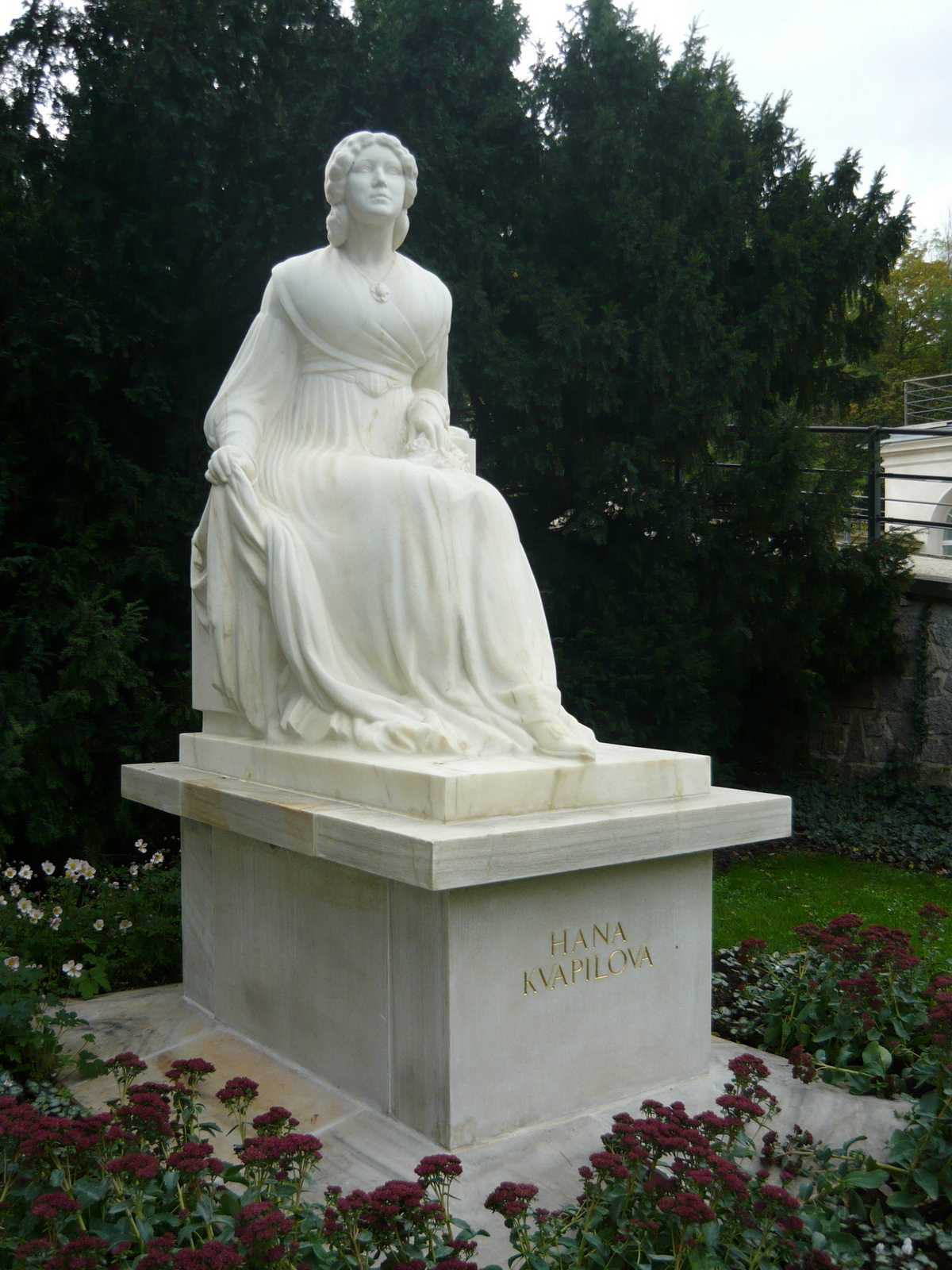
Monument à Hana Kvapilová
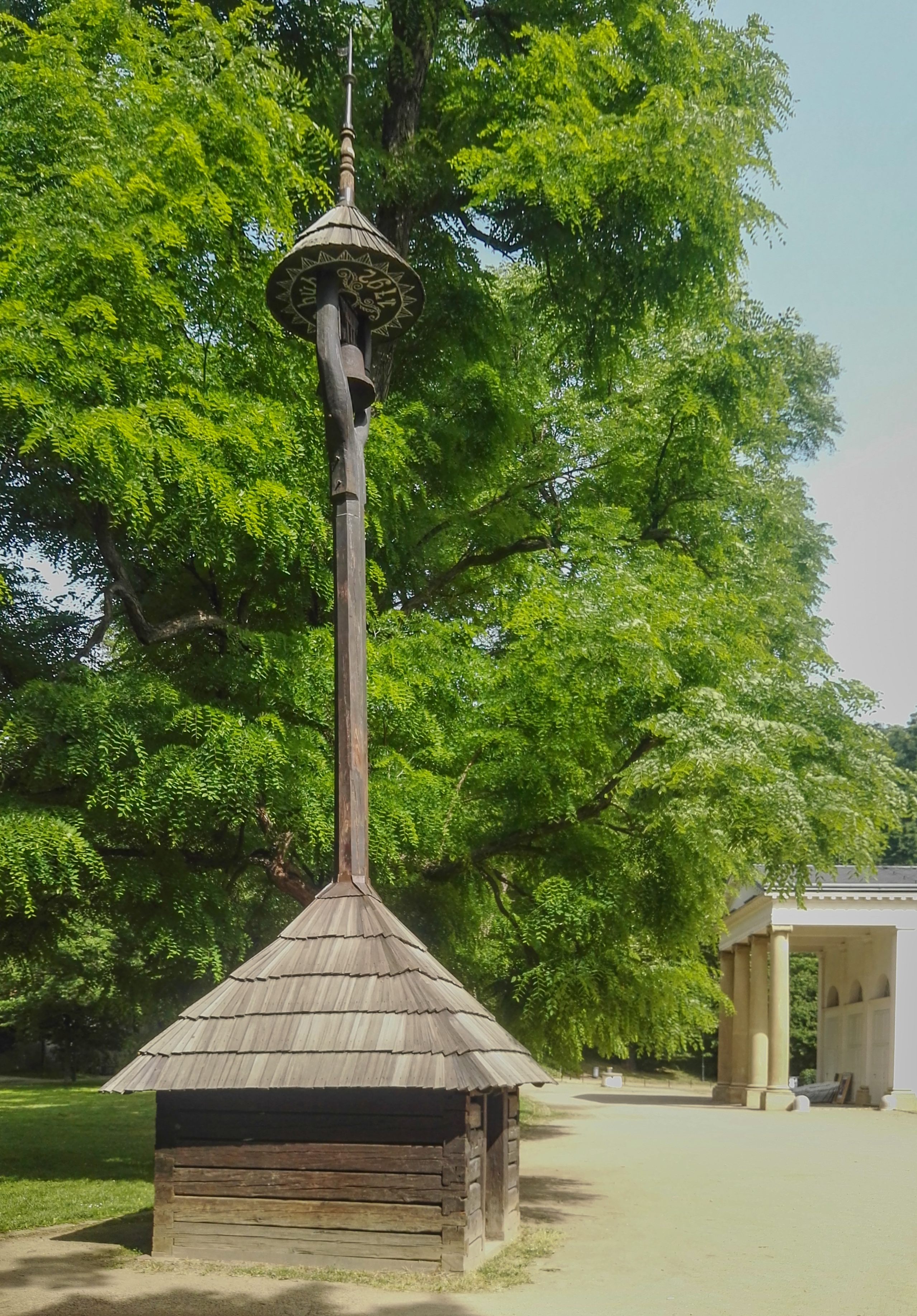
Cloche en bois de Bojanovice
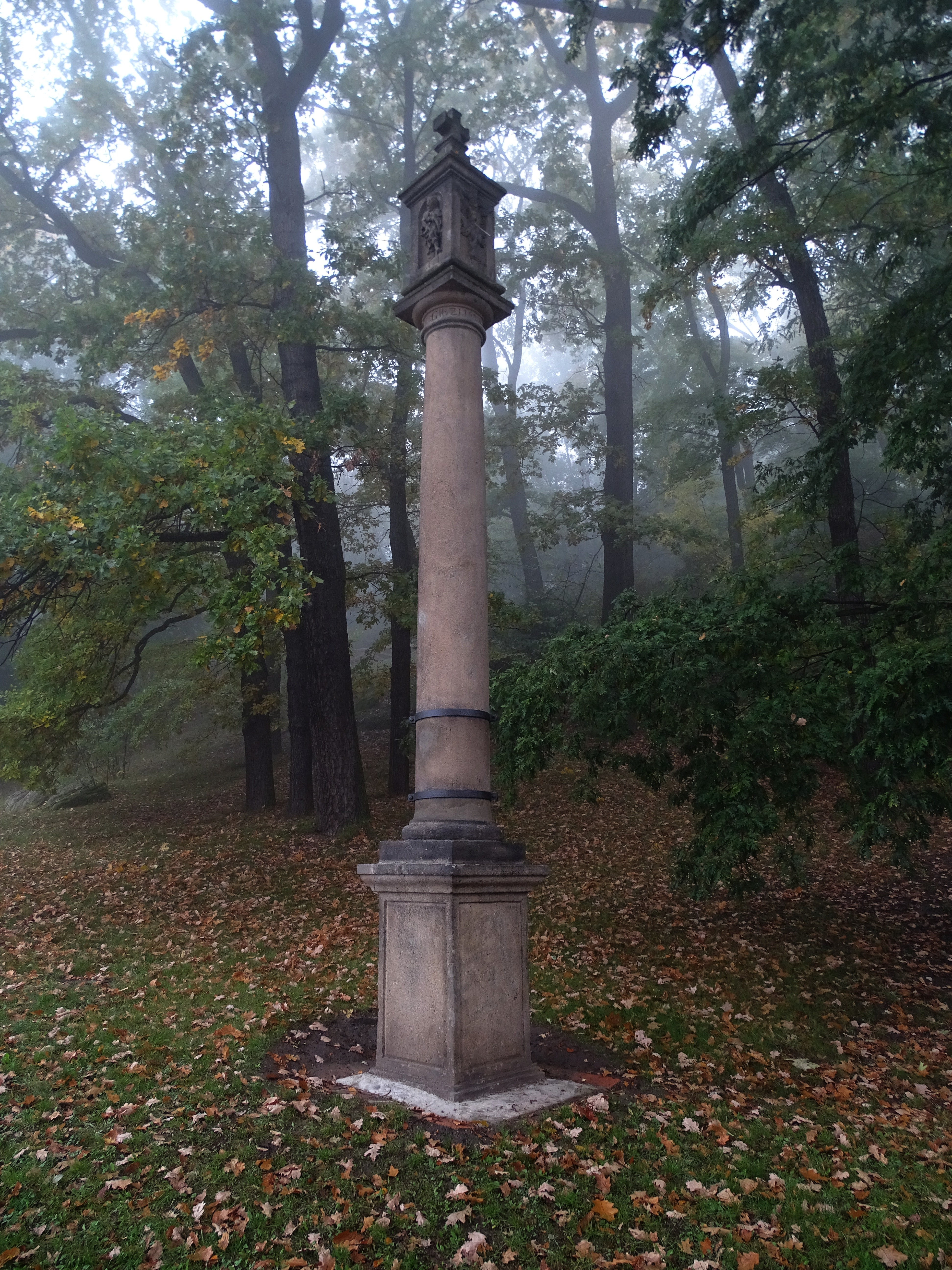
Calvaire
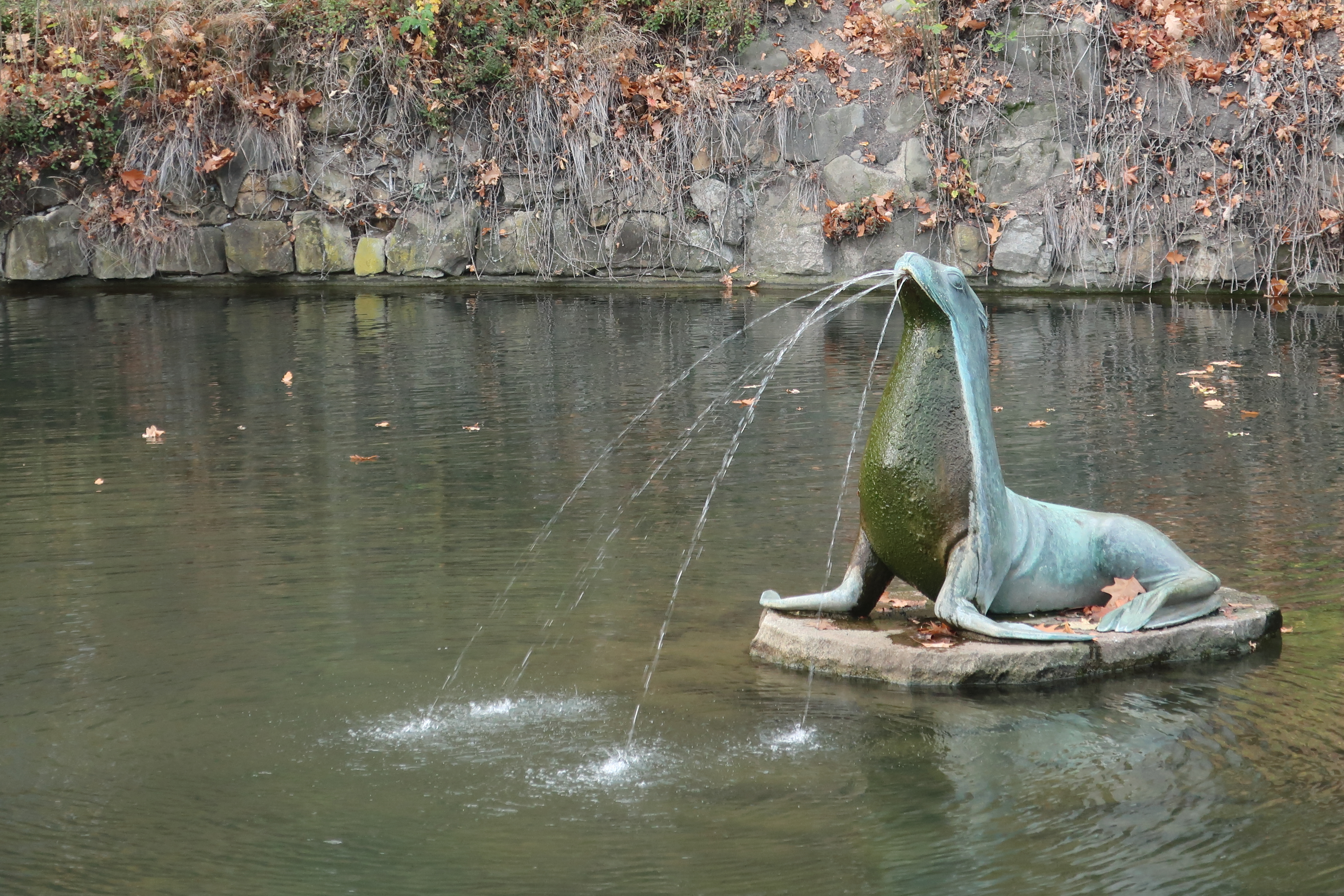
Sculpture Otarie, lac supérieur
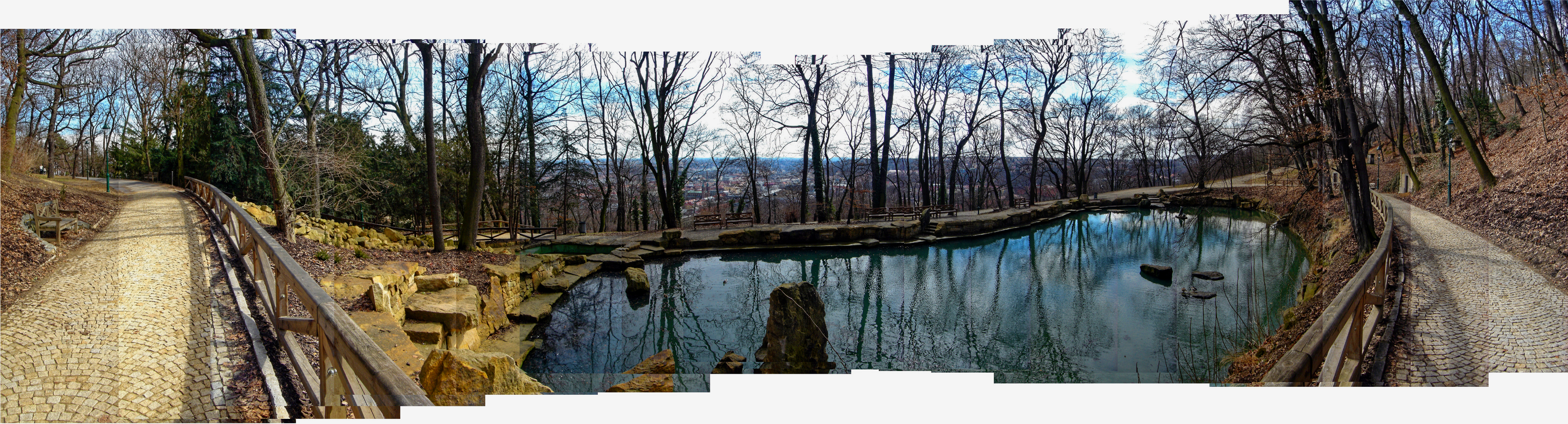
Etang
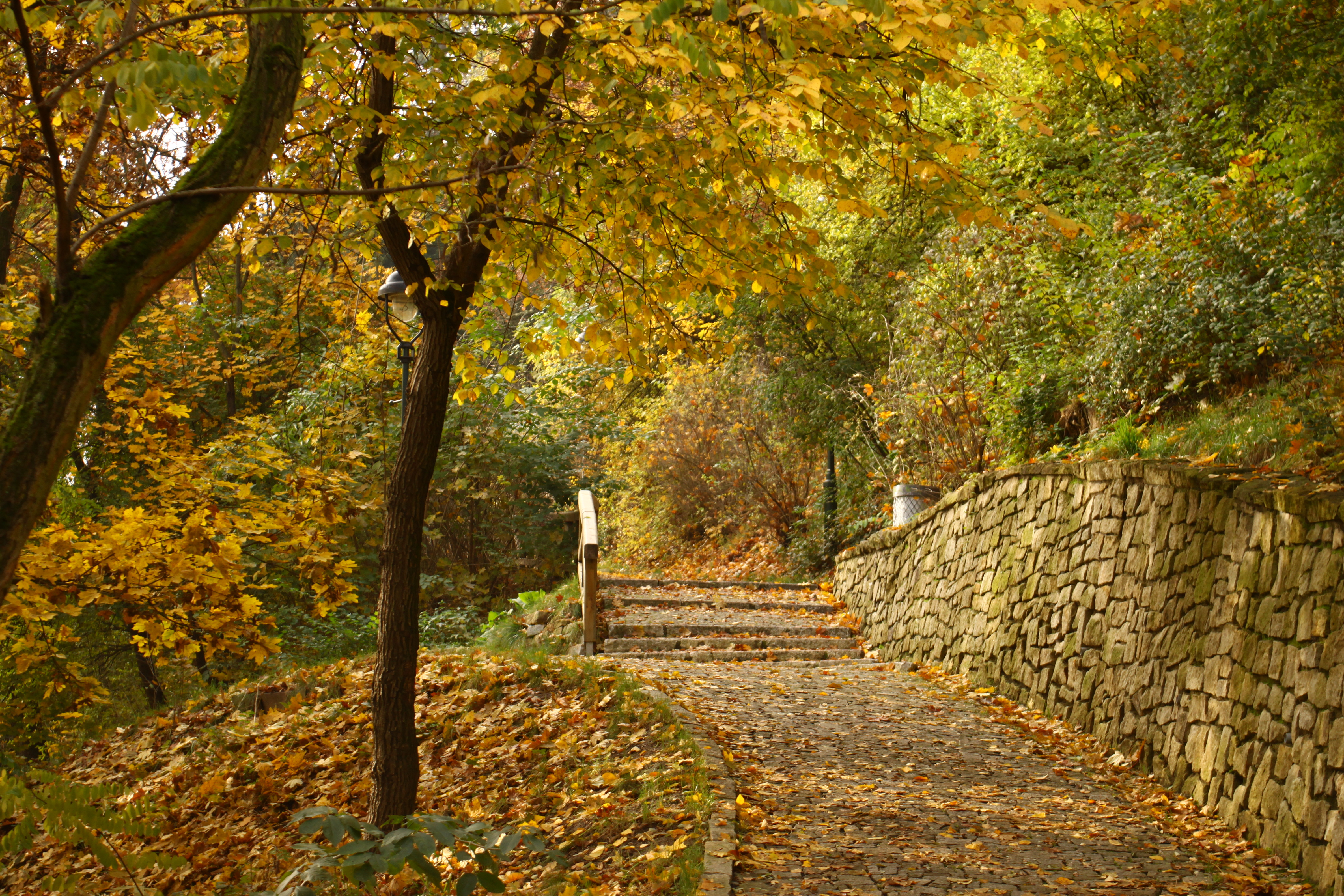
Escaliers